# ランブラー・クラシック
ランブラー・クラシック（Rambler Classic）は、1961年モデルから1966年モデルにかけてアメリカン・モーターズ社（AMC）で製造、販売されていたインターミディエート（intermediate sized）の乗用車である。このクラシックは1960年のモデルイヤーの終了と共に廃止されたランブラー・シックス（Rambler Six）とランブラー・レーベル V8（Rambler Rebel V-8）の後継車であった。
当初は6人乗りの4ドア・セダンとステーションワゴン のみが、2ドアはピラー付きのポスト・セダン（"post sedan"）が追加され、1964年モデルでスポーティなピラー無しのハードトップが、1965年と1966年モデルでコンバーチブルが導入された。
ランブラー・レーベルの後継は1967年モデルでAMCが大型車の車種を完全に刷新した時にクラシックにより代替され、1968年モデルでAMCがランブラーのブランド名を縮小し始めた時にレーベルの名称はAMC・レーベル（AMC Rebel）として再度使用された。
AMCの販売車種の中ではその販売期間を通じてクラシックは独立の自動車メーカーの車としては多量に販売された。

## 第1世代
ランブラーは、ジョージ・W・ロムニーの経営の下でAMCの経営戦略の目玉商品であった。アメリカン・モーターズは「1950年代、’60年代で最も燃費性能が良好で格好良く高い品質の車を幾種類か設計、製造した。」AMC製のコンパクトカー（compact car、当時としては）は、AMCの売り上げと利益に関して成功をもたらし、1961年にランブラー・ブランドは国内の自動車販売で第3位になった。
ランブラーは2種類の大きさの車を各々独自のプラットフォームを使用して製造していた。大型車シリーズは1956年モデルのボディを基にしており、より強い独自性の構築を助け小型のランブラー・アメリカン（Rambler American）シリーズとの対比を明確にするために1961年モデルで「クラシック」と改称された。

### 1961年
1961年モデルのクラシックは一体構造で長方形の押し出し成型アルミニウム製グリルの新しい顔付きを備えていた。デラックス、スーパーとカスタム（4ドア・セダンではバケットシートを備えていた）というモデルが用意され、4ドア・セダンの価格は2,098 USドルから始まり、ステーションワゴンは僅か339 USドル高いだけであった。
1961年モデルのクラシックでは、195.5 cu in (3.2 L) の直列6気筒（L6、AMC Straight-6）か250 cu in (4.1 L) のV型8気筒（V8、AMC V8）が選択できた。「196」と言及されることがあるアルミニウム製ブロックのOHV L6エンジンもデラックスとスーパーにオプションで設定された。

### 1962年
1962年のモデルイヤーでスーパーが廃止され「400」に替わった。同年にフラッグシップであるアンバサダーが全長を削られて、クラシックと同じ108-in (2,700 mm) のホイールベースとなり、クラシックのV8モデルは廃止された。これによりAMCの全車種の中でV8エンジンを搭載するのはアンバサダーだけとなった。
1962年モデルからAMCはより安全なブレーキ・システムの先鞭を付け、全てのランブラー車に当時は極く僅かの車にしか装着されていなかった2重系統の油圧式ブレーキを装備した。。

## 第2世代
1963年モデルでクラシック シリーズは、控えめな彫刻的デザインに全く新規に刷新された。辞職したデザイン部長のエドムンド・アンダーソン（Edmund E. Anderson）の手によるクラシックは、『モータートレンド』誌（Motor Trend）の1963年「カー・オブ・ザ・イヤー」に選ばれた。この車はAMCの新しい主席デザイナーのリチャード・ティーグ（Richard A. Teague）の影響を受けた初めてのAMC車でもあった。
1963年モデルのクラシックは、1956年以来AMCが全く新規に開発した初めての車でもあった。AMCの哲学を守り、この車は前任モデルよりも全長と全幅が各々 1 in (25 mm) 短く、同様に全高も2 in 以上 (56 mm) 低く小型になっていたが、ホイールベースは 112-in (2,845 mm) あり「ファミリーサイズ」の車室や荷室の広さは以前に比べても遜色は無かった。

### 1963年
AMCの「上級」車（クラシックとアンバサダー）は、飾りや各グレードを区別する標準装備品が異なるだけでホイールベースやボディ部品は共有していた。クラシックは、ピラー付きの2ドアと4ドア・セダンと4ドア・ステーションワゴンを揃えていた。グレードの名称はデラックス、カスタム、400に替わり「550」、「660」、「770」となった。
1962年の時点でアンバサダーが327 cu in (5.4 L) のV8エンジンを搭載していた一方で、当初のクラシックは全グレードが195.5 cu in (3.2 L) のL6エンジンを搭載していた。
1963年半ばにクラシックに新しい287 cu in (4.7 L) のV8エンジンがオプション設定されると発表された。この198 hp (148 kW) のV8エンジンを搭載したクラシックは、オプションの「フラッシュ＝オー＝マチック」（Flash-O-Matic）オートマチックトランスミッション（AT）車でさえも高性能と良好な燃費性能を併せ持っており、0 to 60 mph (0 to 97 km/h) の加速に約10秒という割りには燃料消費率は16 ml/USガロン (15 L/100 km; 19 mpg-imp) から20 ml/USガロン (12 L/100 km; 24 mpg-imp) であった。
このAMCの新しい車は幾つもの技術的新機構を備えていた。側面のカーブド・ガラスを採用したのは購入し易い価格の車としては初期の1台であり、もう一つの技術的革新はそれまで複数の部品を組み合わせてモノコック・ボディに取り付けていたものをプレス一発抜きの部品にしたことであった。例えとしては「ユニサイド」（uniside）のドア枠は鋼板から1回のプレスのみで造られていた。これは52個の部品を1個の部品で済ますと同時に重量と組み立てコストの削減を実現しているのみならず、構造強度の強化とドアの組み付け精度の向上も図られていた。
AMCの独創的な技術によりクラシックと類似のアンバサダーは『モータートレンド』誌（Motor Trend）の1963年度カー・オブ・ザ・イヤー賞を受賞した。

### 1964年

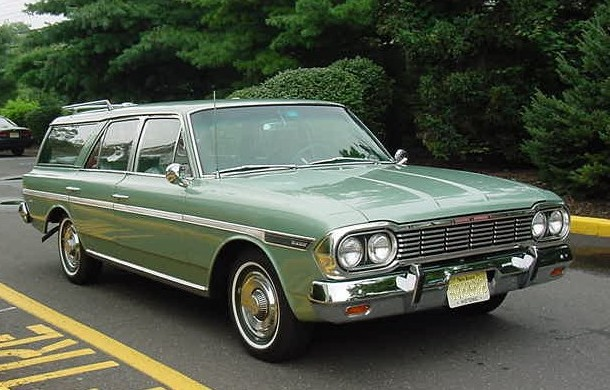
1964年 クラシック 770 ワゴン

1964年モデルのクラシックは、ステンレス製モールディング、前年の深い凹面状のものから平たいアルミニウム製へ変更されたグリルと1963年モデルの平型から丸型へ変更されたテールライトで外観が新しくされた。バケットシートとV8エンジンを備えたクラシックは、手動で変速できるようにセンターコンソールにシフトノブが据えられた新しい「シフト・コマンド」（Shift-Command）3速ATを注文することができた。
770シリーズに新しい2ドア・ハードトップが、左右独立で調節できるバケットシートを備えたスポーツィな「770-H」と共に追加された。

### タイフーン

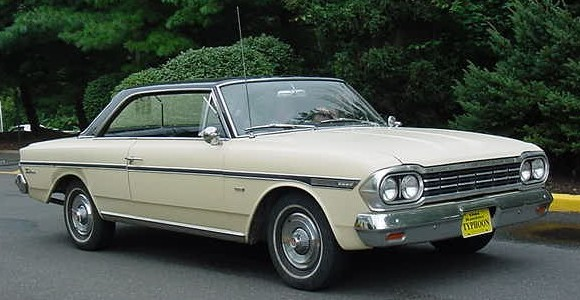
1964年モデルのランブラー・タイフーン 2ドア・ハードトップ

1964年4月にAMCは「タイフーン」を発表した。この1964年半ばのモデルイヤーではスポーティ・モデルのクラシック 770 2ドア・ハードトップが導入された。この特製モデルのハイライトは、AMCの出力145 hp (108 kW)、圧縮比 8.5:1で232 cu in (3.8 L) の全く新しいショートストローク、7メインベアリングの直列6気筒「タイフーン」エンジン（Typhoon）であった。 
この記念的モデルは2,520台の限定生産がされ、塗色はソーラー・イエロー（Solar Yellow）のボディとクラシック・ブラック（Classic Black）の屋根の2トーン・カラーのみ。内装はスポーティーな全ビニール製で、価格は2,509 USドルであった。この車には通常の「Classic」のオーナメントに特徴ある「Typhoon」文字が追加されると共に独自のグリルは黒塗りとされていた。その他全てのオプション（エンジンと塗色を除く）がタイフーンでも選択できた。
AMCとジープの車で主力となってきた6気筒エンジンは、改良を加えられつつも2006年まで生産されていた。1966年にAMC製の新しいV8シリーズが導入されると間もなくタイフーンに搭載された232 L6エンジンは「トルク・コマンド」（Torque Command）と改称された。

## 第3世代
1965年モデルでクラシックは、1963年に導入された新しいプラットフォームを使用した大幅な再設計を施されたが、ボディは同時期のアンバサダーに似た本質的には1963-1964モデルを直線的な外板に変更したものであった。元々の112 in (2,800 mm) ホイールベースと195 in (5,000 mm) の全長を持つ一体型ボディフレームに新しくデザインされた外板が取り付けられたが、屋根、ドアと窓ガラスは前のモデルから引き継いでいた。パナールロッド（Panhard rod）付コイルバネを使用したトルクチューブ式のサスペンションには変更はなかった。
ランブラー・クラシックは今やアンバサダー シリーズよりも短く（外観上はより顕著に）なる一方で、引き続き全面ガラスより後ろは同一のボディ構造を共有していた。770シリーズには初めてコンバーチブルが設定されたが、2ドア・セダンは770シリーズから落とされた。

### 1965年

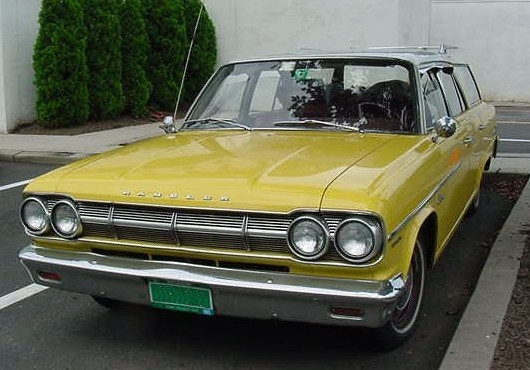
1965年モデルのクラシック ワゴン

1965年モデルのクラシックは以前の「経済車」のイメージとは対照的に新しいスタイリング、強力なエンジン、安楽さやスポーティなオプション品を強調した「繊細な豪華さ」と宣伝された。
AMCは古くなった195.6 cu in (3.2 L) 版を引っ込めて近代的な設計の直列6気筒（AMC Straight-6 engine）エンジンのみを提供した。1965年モデルのベースの550は、232エンジンのストロークを縮めた経済的な128 hp (95 kW) 199 cu in (3.3 L) の直列6気筒を搭載していた。660と770は145 hp (108 kW) 232 cu in (3.8 L) が標準となる一方で155 hp (116 kW) の6気筒と198 hp (148 kW) 287 cu in (4.7 L) か 270 hp (201 kW) 327 cu in (5.4 L) のV8エンジンがオプションとなった。
『ポピュラーサイエンス』誌は「1965年モデルのクラシックは、ケチケチ経済車か又は劇的高性能車として購入することができる。」と評した。1965年モデルのパフォーマンス・オプションにはベンディックス（Bendix）製4ピストン・キャリパーの倍力装置付き前輪ディスクブレーキが含まれていた。標準の4輪ドラムブレーキには引き続きAMC製の「ダブル・セーフティ」マスターシリンダー（master cylinder）機構が付いていた。2重化されたマスターシリンダーは、ビッグスリー（Big Three）の中でもキャデラックのみが装備していた。

#### マーリン
モデルイヤーの半ばでAMCは会社のフラッグシップとしてマーリン（Marlin）を導入した。この車はクラシックのプラットフォームを使用した中型のファストバック車であり、豪華なパーソナルカーとして販売された。マーリンは独特のスタイリングと共に一連の格別な装備を標準で備えていた。

### 1966年

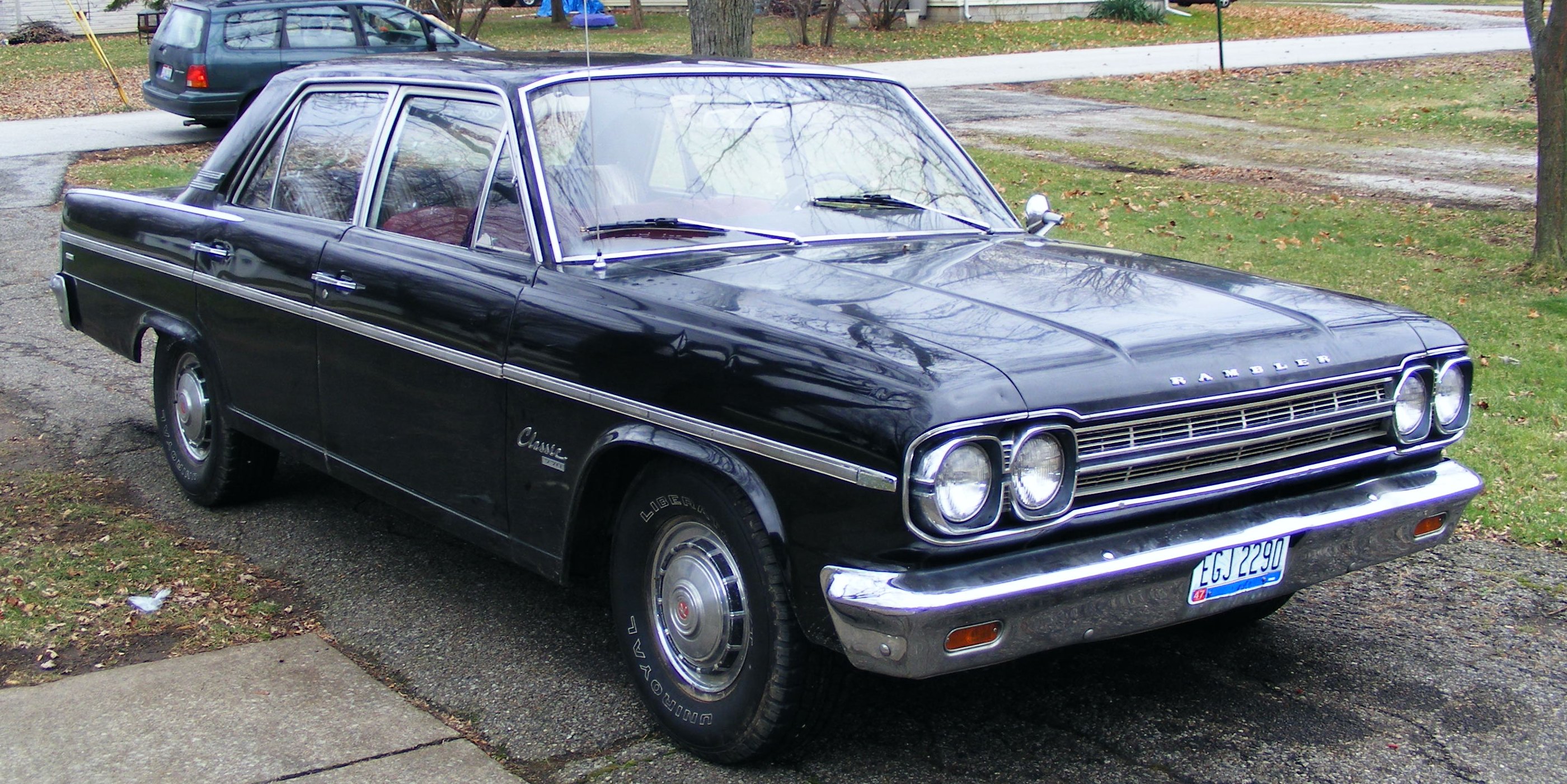
1966年 クラシック 770 セダン

1966年モデルのクラシックは細かな飾りの変更と詰め物を入れたダッシュボード/バイザー、運転席側のサイドミラー、前後席のシートベルトといった安全装備を追加された。この年のモデルでは中間グレードの660が廃止され550と770のみが残された。フロアシフトの4速MTとダッシュボード上の回転計が初めて装着された。
1966年モデルのクラシックでは特に屋根のスタイリングに注目を集めた。2ドア・ハードトップには長方形の後面ガラスとビニールで覆われた（vinyl roof）より格式のある角張った「クリスプ・ライン」（crisp-line）の形状を備えるようになった。セダンにはオプションで目立つアクセント色の入った「ハロー」（"halo"）ルーフを選択できた。ステーションワゴンの荷室上のルーフラインは前年モデルの下がったものから客室と同じ高さに変更され、「Cross Country」のオーナメントが取り付けられ、83 cubic feet (2.35 m3) の容量の荷室と共に標準でルーフラックを備えていた。ワゴンは、標準は6人乗りの2列シートに全てが引き込まれる後面窓を備えた下側ヒンジのテールゲートか、オプションの8人乗りの3列シート（最後列は後ろ向き）に左側ヒンジの後面ドアという2通りの座席配置が選択できた。
クラシックという名称は市場では既に肯定的な意味合いとは考慮されず、AMCは1966年に車種名称の再編を始めた。

#### ランブラー・レーベル

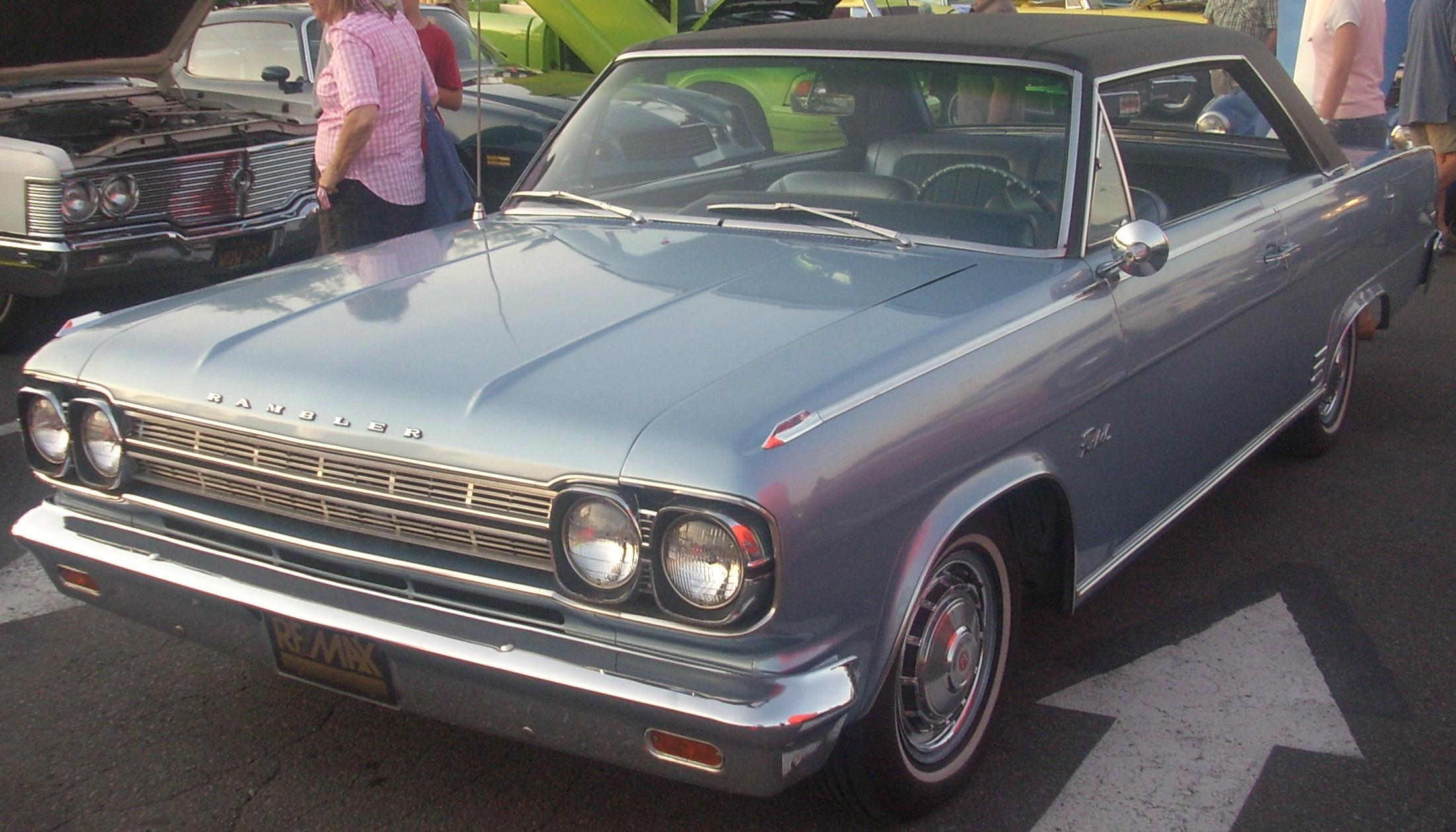
1966年モデル ランブラー・レーベル 2ドア・ハードトップ

2ドア・ハードトップ版のクラシックの最上級モデルには歴史あるランブラー・レーベル（Rambler Rebel）の名称が与えられた。この車は770-Hの後継車であり、特製バッジと標準で薄型バケットシートを備え、オプションでヘッドレストと共にチェック柄表皮が選択できた。AMCの「プロジェクト IV」巡回自動車ショーの中の幾台かに見られたこのタータン調に対する消費者の反応は、レーベル ハードトップに独自のオプションとして設定されるほど好評であった。
『ポピュラーサイエンス』誌は「ランブラー・レーベルは急に高性能に目覚めた。」と評したが、そのハンドリング・パッケージ（handling package）はこの車の時代遅れとなったサスペンション設計を制御しきれていなかった。

## その他の市場

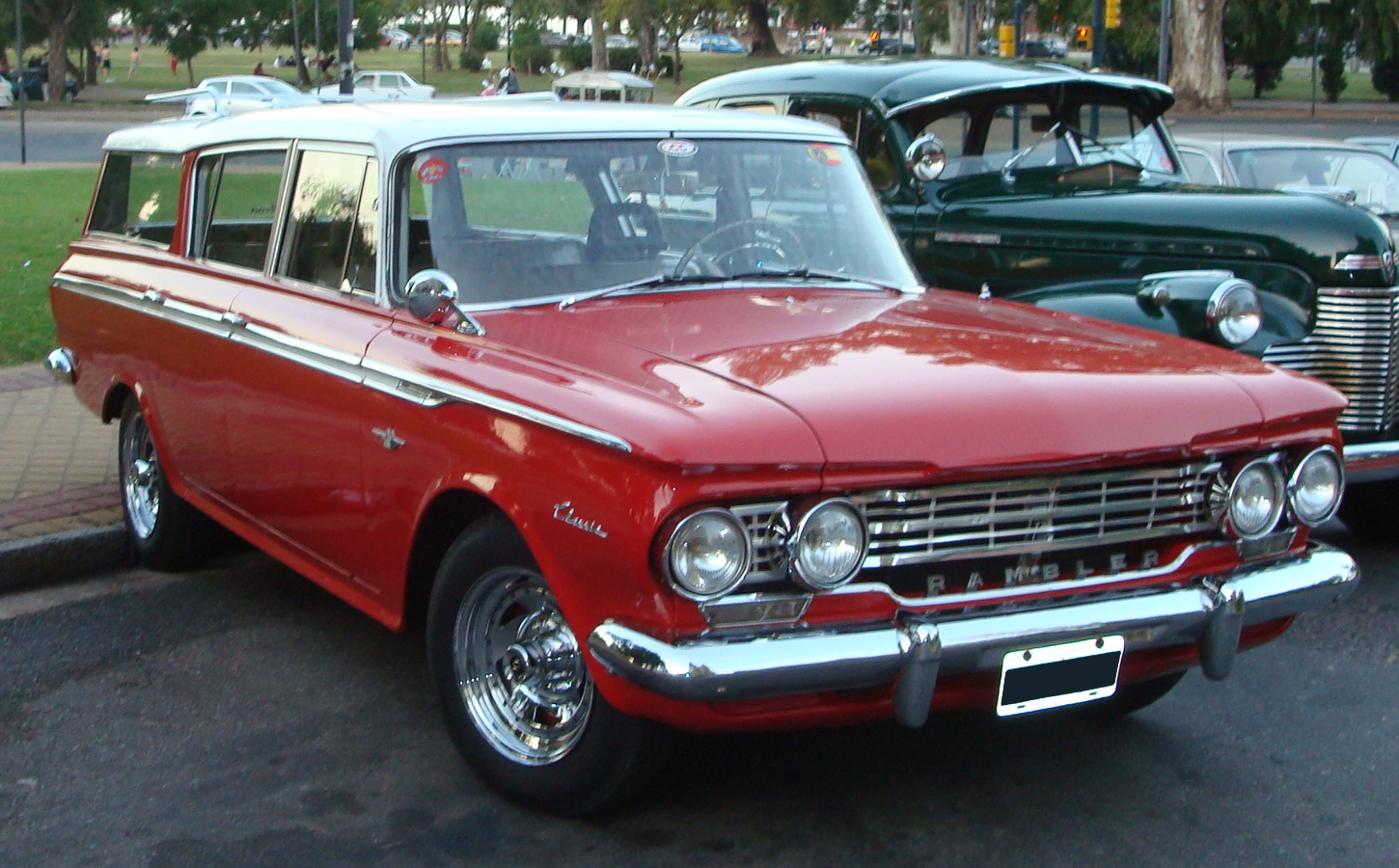
アルゼンチンのIKA製ランブラー・クラシック

特筆すべきAMCの海外事業にはランブラー車の現地生産が含まれていた。クラシックはベルギーのハーレ（Haren）にあるルノー社の工場で生産され、アルジェリア、オーストリア、ベルギー、フランス、オランダ、ルクセンブルクでルノーの販売網を通じて販売された。ルノー社は自社のモデルに大型車を持っていなかったためクラシックはルノー車の車種群の中で「高級車」として販売された。
コンプリート・ノックダウン（CKD）契約によりクラシックの生産を行った企業には、インドゥストリアス・カイゼル・アルヘンティーナ（IKA）、オーストラリアン・モーター・インダストリーズ（AMI）とメキシコの（VAM）があった。

## 希少価値
ランブラー・クラシックは数多くの部品をその他のAMC車と共有している。新しい部品はある程度潤沢にあり、AMC専門の業者が幾つかある。オーナーを支援している活動中のAMC車のクラブがある。「その簡潔さ、実用的なデザイン傾向と整備の容易さにより長い間愛好されてきた1960年代初期のランブラー車は、旧車趣味としては安価な入門車である。」
最も価値のある車は1964年モデルのタイフーン ハードトップと1965 - 66年モデルのランブラー・クラシック ハードトップとコンバーチブルである。蒐集家のオークションでは、低走行距離の1965年モデルのコンバーチブルのようなオリジナル状態を保ったこの時代のランブラー・クラシックは「継続する人気」を伴い「状態以上の価値」で取り引きされるであろう。